# Relaciones (Domingo Chimalpáhin)
Las Relaciones de Chimalpáhin son un conjunto de obras históricas escritas en náhuatl en forma de anales (excepto la Primera y la Octava), por Domingo Francisco Chimalpahin Quauhtlehuanitzin, historiador indígena en la Nueva España. Su obra fue escrita aproximadamente entre 1607 y 1631, aunque el interés de Chimalpáhin por recopilar y escribir acerca de los antiguos señoríos tal vez se remonta a una década antes.
Este conjunto de documentos al parecer no estaban destinados para su publicación, siendo organizados y encuadernados posteriormente a la muerte de Chimalpáhin acontecida alrededor de 1645; las relaciones fueron escritas en diferentes momentos sin seguir un orden, la numeración que posee también es posterior intentando seguir una secuencia cronológica. Este documento pasó por varias manos antes de ir a parar a la Biblioteca Nacional de Francia donde se encuentra en la actualidad y está catalogado como manuscrito mexicano número 74 y consta de 272 folios. La portada con el nombre original de la obra se perdió, quedando en la siguiente hoja la inscripción Différentes histoires originales des royaumes de Colhuacan, de Mexico et d'autres provinces, depuis les premiers temps de la gentilité jusqu'en 1591, que pasó a ser su nuevo título y que en forma breve es Diferentes historias originales. A través del siglo XX fueron publicados estudios parciales pero sin la intención de mostrar la obra en conjunto, es hasta los años 1992-1996 que Rafael Tena prepara su edición bilingüe que es publicada en 1998.

## Contenido
En términos generales, el contenido del manuscrito queda separado de la siguiente manera:

- Primera Relación, folios 1r-7v.

Habla de  Dios como principio de todas las cosas, como responsable sobre el estado y las prácticas de los  hombres en la tierra, de sus creencias espirituales y de las diversas cosas que existan. De cómo fue hecho y creado el mundo y todas las criaturas. 

- Primera inserción sobre Amaquemecan, folio 8 recto y verso.

Documento escrito alrededor de 1665 posiblemente por Miguel Quetzalmazatzin donde señala los linderos del pueblo.
- Segunda Relación, folios 9r-14v.

Del año 3 a. C. al año 50 d. C. Aquí inician los relatos mexicas de la llegada de los antiguos chichimecas llamados teochichimecas al sitio llamado Teocolhuacan Aztlan. 
También se encuentran los registros de cómo estaban divididas las tierras del mundo: la primera parte es Europa donde se encontraban los más grandes reinos y ciudades; la segunda, Asia donde se formaron los primeros grandes reinos; la tercera, África que se encontraba dividida en cinco partes; y la cuarta, el nuevo mundo el cual tenía ventajas sobre las demás tierras en términos de diversidad y grandeza. Esta es la relación más corta. 

- Memorial de Colhuacan, folios 15r-67v.

Es uno de los textos más extensos e interesantes. Posiblemente es el último escrito de Chimalpahin elaborado después de 1631, por lo que cronológicamente debería estar al final. Es como un compendio de la historia antigua, tomando como punto de partida el surgimiento de la ciudad de Colhuacan a partir del año 670, sacada de unos anales de esa población; en esta historia a su vez inserta información proveniente de otra docena de fuentes, como el Códice Boturini, las relaciones de los diferentes pueblos de Chalco, el Códice mexicanus, y varios documentos provenientes de la Ciudad de México, abarcando hasta el año de 1299, cuando los mexicas son expulsados de Chapultepec.
- Segunda inserción sobre Amaquemecan, folio 67v.

Documento relacionado también con Amaquemecan escrito por el mismo Miguel Quetzalmazatzin en 1667 acerca de la concesión de unas tierras en el año 1300.
- Tercera Relación, folios 68r-115v.

Del año 1063 al 1520. Es sobre la historia de los mexicas desde sus orígenes en Aztlan hasta la conquista de México.

- Cuarta Relación, folios 116r-122v.

Del año 50 al 1241. Describe la descendencia de la nobleza de las provincias de Chalco y narra la historia de los totolimpanecas, tlacochalcas, acxotecas y tenancas, pobladores de Amaquemecan y de Chalco.

- Quinta Relación, folios 123r-138v.

Del año 1269 al 1334. Continúa con la historia de los totolimpanecas y tenancas.

- Sexta Relación, folios 139r-144v.

Del año 1258 al 1613. Inicia con la salida de los chichimecas de Xicco, hasta 1612 cuando un 29 de abril en  Tlalmanalco, se da una misa por la muerte de la reina en España. También nombra la descendencia de Cuauhcececuittzin Tlamaoccatlteuctli Teocuitlapane, tlatoani de Panohuayan amaquemecan.

- Séptima Relación, folios 145r-224v.

Escrita en 1629, siendo por lo tanto posterior a la Octava Relación. Comienza con una apología bíblica para contextualizar el origen de los llamados nonohualcas teotlixcas tlacochcalcas quienes se dirigen a Chalco para fundarlo en 1272, abarcando la historia hasta el año de 1591 cuando se les da posesión a los Franciscanos de un terreno frente al hospital de San Hipólito, por orden del virrey. La relación en sí se enfoca en la historia de Tlalmanalco y sus nexos con otros pueblos de la región, poniendo énfasis en la conquista del lugar en 1465 por los tenochcas; a partir de aquí se centra en los sucesos ocurridos en la capital del imperio.

- Octava Relación, folios 225r-272v.

Escrita en 1620. Describe la descendencia y el linaje del señor don Domingo Hernández Ayopochtzin, en relación con la casa señorial de Tenanco, describe ampliamente sus fuentes y explicando como consiguió los manuscritos. En la parte final resalta el valor de la mujer en el México antiguo y como a través de ella se adquiría los derechos a gobernar, a la vez hace una comparación con la nobleza española reseñando su historia.